# Podabrus yoshidae
Podabrus yoshidae là một loài bọ cánh cứng trong họ Cantharidae. Loài này được Nakane in Nakane & Makino miêu tả khoa học năm 1989.